# Krukow (Amt Penzliner Land)
Krukow (Amt Penzliner Land) este o comună din landul Mecklenburg-Pomerania Inferioară, Germania.